# Senés de Alcubierre
Senés de Alcubierre è un comune spagnolo di 52 abitanti situato nella comunità autonoma dell'Aragona.

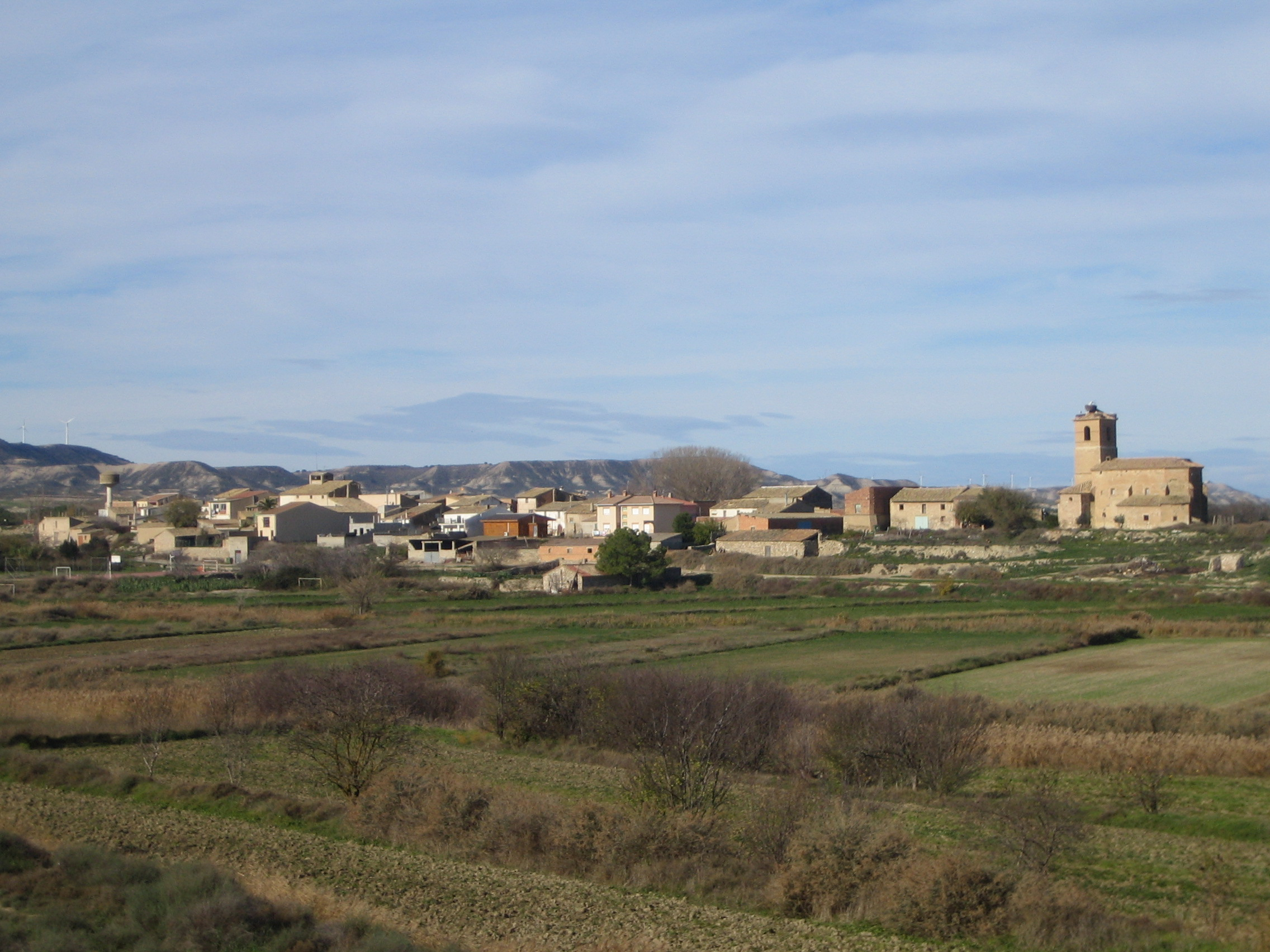
Senés de Alcubierre.